# Шери-ле-Розуа
Шери́-ле-Розуа́ (фр. Chéry-lès-Rozoy) — коммуна во Франции, находится в регионе Пикардия. Департамент коммуны — Эна. Входит в состав кантона Вервен. Округ коммуны — Лан.
Код INSEE коммуны — 02181.

## Население
Население коммуны на 2010 год составляло 105 человек.
| 1962 | 1968 | 1975 | 1982 | 1990 | 1999 | 2010 |
| ---- | ---- | ---- | ---- | ---- | ---- | ---- |
| 167  | 142  | 144  | 145  | 100  | 114  | 105  |

## Экономика
В 2010 году среди 59 человек трудоспособного возраста (15—64 лет) 32 были экономически активными, 27 — неактивными (показатель активности — 54,2 %, в 1999 году было 56,7 %). Из 32 активных жителей работали 22 человека (17 мужчин и 5 женщин), безработных было 10 (6 мужчин и 4 женщины). Среди 27 неактивных 5 человек были учениками или студентами, 7 — пенсионерами, 15 были неактивными по другим причинам.